# ОППВ
ФК ОППВ Москва е съветски футболен клуб, считан за предшественик на ЦСКА Москва.

## История
ОППВ (Опытно-показательная площадка Всевобуча) е създаден през 1923 г. на базата на шампиона на Москва ОЛЛС. Тимът е под опеката на организацията за Всеобщо военно обучение, чиято цел е работниците в СССР да преминават през военно обучение. Начело на ОППВ застава президентът на ОЛЛС Дмитрий Ребрик. Съставът на тима също остава непроменен, както и синьо-белите екипи. През 1924 г. армейското дружество се преименува на Опытно-показательная площадка Военведа, като абревиатурата се съхранява. Началник на тима става Борислав Верниковский, който е на тази позиция около 15 години.
Първият запомнящ се успех на ОППВ е разгромът над Спартак Москва с 10:1 в шампионата на Москва. Първенството обаче не е завършено и е прекратено след само 2 изиграни двубоя. Във втория си мач през 1925 г. ОППВ губи с 3:4 от КОР.
През 1926 г. тимът печели първенството на Москва в лига с 14 отбора. На 17 юли 1927 г. ОППВ провежда първия си международен мач – контрола с австрийски работнически клуб и печели с 2:1. 2 попадения вкарва Василий Тюлпанов.
През 1928 ОППВ се присъединява към новосъздадения армейски клуб ЦДКА Москва.

## Успехи
- Шампион на Москва – 1926